# Stendörrens naturreservat
Stendörrens naturreservat är ett naturreservat i Nyköpings kommun, vid Södermanlandskusten öster om Nyköping. Området som omfattar 923 hektar land och vatten och bildades 1972 för att säkerställa ett rörligt friluftsliv i den sörmländska skärgården. Förvaltare är Länsstyrelsen i Södermanlands län. Naturreservatet ingår i det Europeiska nätverket Natura 2000 för värdefulla naturområden.

## Historik
Så tidigt som på 1200-talet benämndes det smala sundet mellan fastlandet och ön Krampö ”Stendörr sund”. Passerar man sundet med båt upplevs passagen som en dörr ut mot Östersjön. Kung Valdemars segelled, som var en viktig medeltida farled, gick förbi här. På kartan över Bälinge socken från 1678 är huvudfarleden markerad och går genom Steendörren.

## Allmänt
Stendörrens naturreservat ligger vid Östersjökusten mellan Trosa och Nyköping. I höjd med Studsvik leder en cirka 2,5 kilometer lång bilväg in i området. Reservatet består av tre delområden öster, väster och norr om Krampö. Av Krampö ingår enbart den norra delen med Stendörr sund. Reservatet präglas dels av ett fastlandsområde med lättillgängliga, närliggande öar, dels av skärgården kring fiskarhemmanet Griskär samt ett stort vattenområde omfattande en area om 723,4 hektar. Två öar (Äspskär och Stora Krokholmen) kan nås via hängbroar från fastlandet, övriga öar enbart med båt. I reservatet finns flera markerade stigar, iordningställa grillplatser och klippbad. I öster ansluter Ringsö naturreservat samt Långö naturreservat och i väster ligger Rågö naturreservat.

## Besökscentret Naturum
På fastlandet, vid Aspnäset, ligger ett naturum med utställningar och evenemang. Byggnaden invigdes 1993 och är ritad av arkitekt Per Liedner liknande en W-formad fiskgjuse. Byggnaden blev uppmärksammad för sin arkitektur och presenterades i tidskriften Arkitektur samt belönades 1993 med Sörmlandskustens arkitekturpris. År 2007 utlystes en arkitekttävling om utbyggnad av Stendörrens Naturum där ”Mitt i Naturen” av Gert Wingårdh blev det vinnande förslaget. Någon utbyggnad av besökscentret var dock på sommaren 2019 inte påbörjad. Naturum är öppet under sommarhalvåret. Här kan man informera sig om skärgårdens natur, miljö och konsthistoria samt om Östersjön. Det finns flera utställningar och härifrån går guidade turer ut till reservatet.

## Naturen
Små åkrar och hagmarker ligger runt gårdarna Aspnäset, Stendörren och Griskär. På fastlandsdelen existerar fortfarande orörda skogsområden och kustpartier. Vid det före detta fiskehemmanet Aspnäset brukas marken än idag på traditionellt sätt. Floran är typisk för ett skärgårdslandskap med bland annat kustarun, smultronklöver och gåsört och i de stenigare delarna strandkrypa och vänderot. Bland djurlivet kan nämnas fisktärna, ejder, gråtrut, storskrake och strandskata. Har man tur kan man se havsörn eller gråsäl.

## Fotogenhuset
Utanför Naturum, mitt i farleden syns ett litet svart/vitt randigt torn. Förr i tiden förvarades här fotogen som användes i fyrarna i omgivningen. Idag finns inget fotogen längre att förvara men den lilla byggnaden har blivit ett välkänt sjömärke och kallas "Fotogenhuset".

## Bilder

Naturen
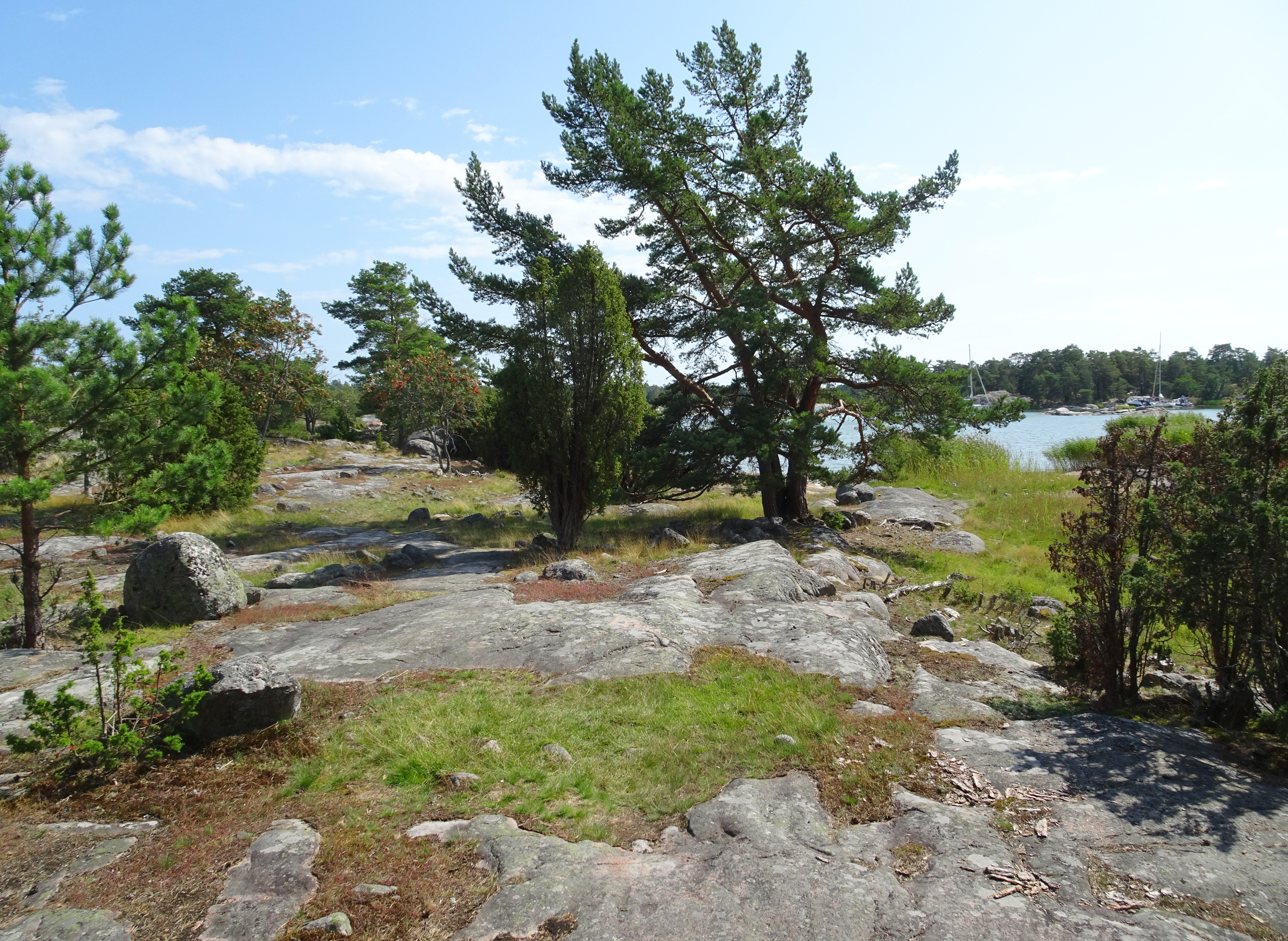
Naturen på Aspnäset
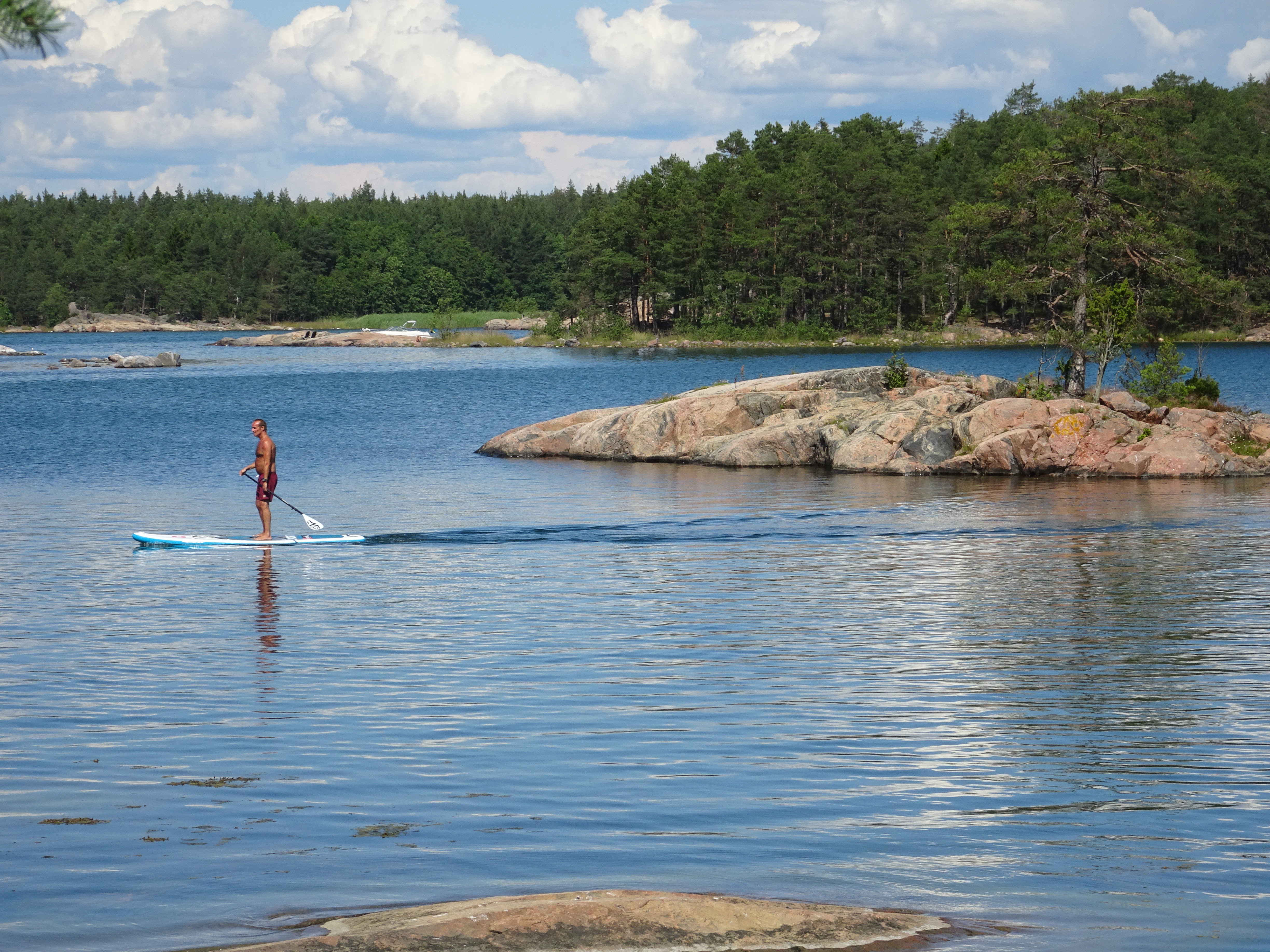
Vik på Äspskär
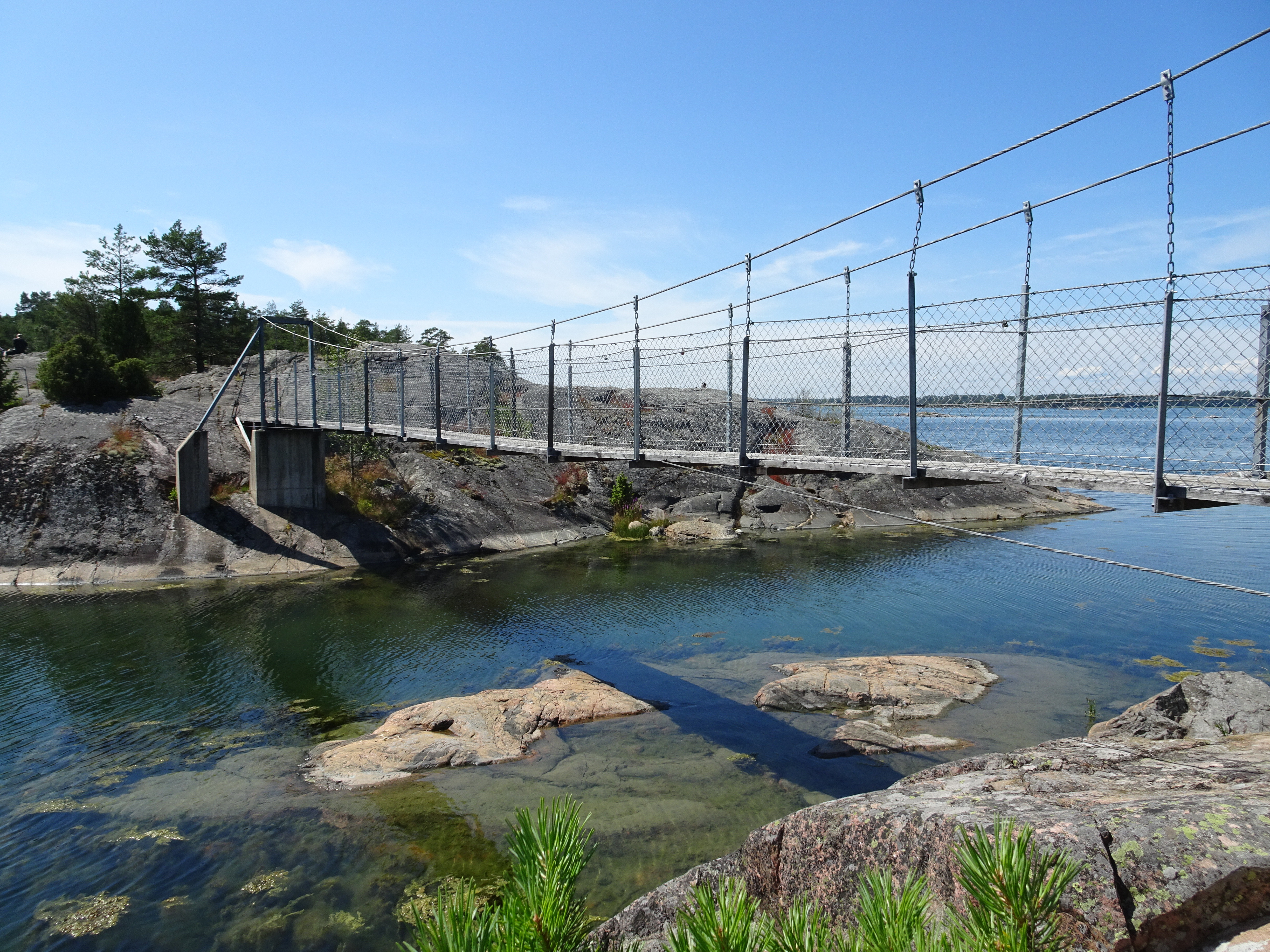
En av hängbroarna ut till Äspskär
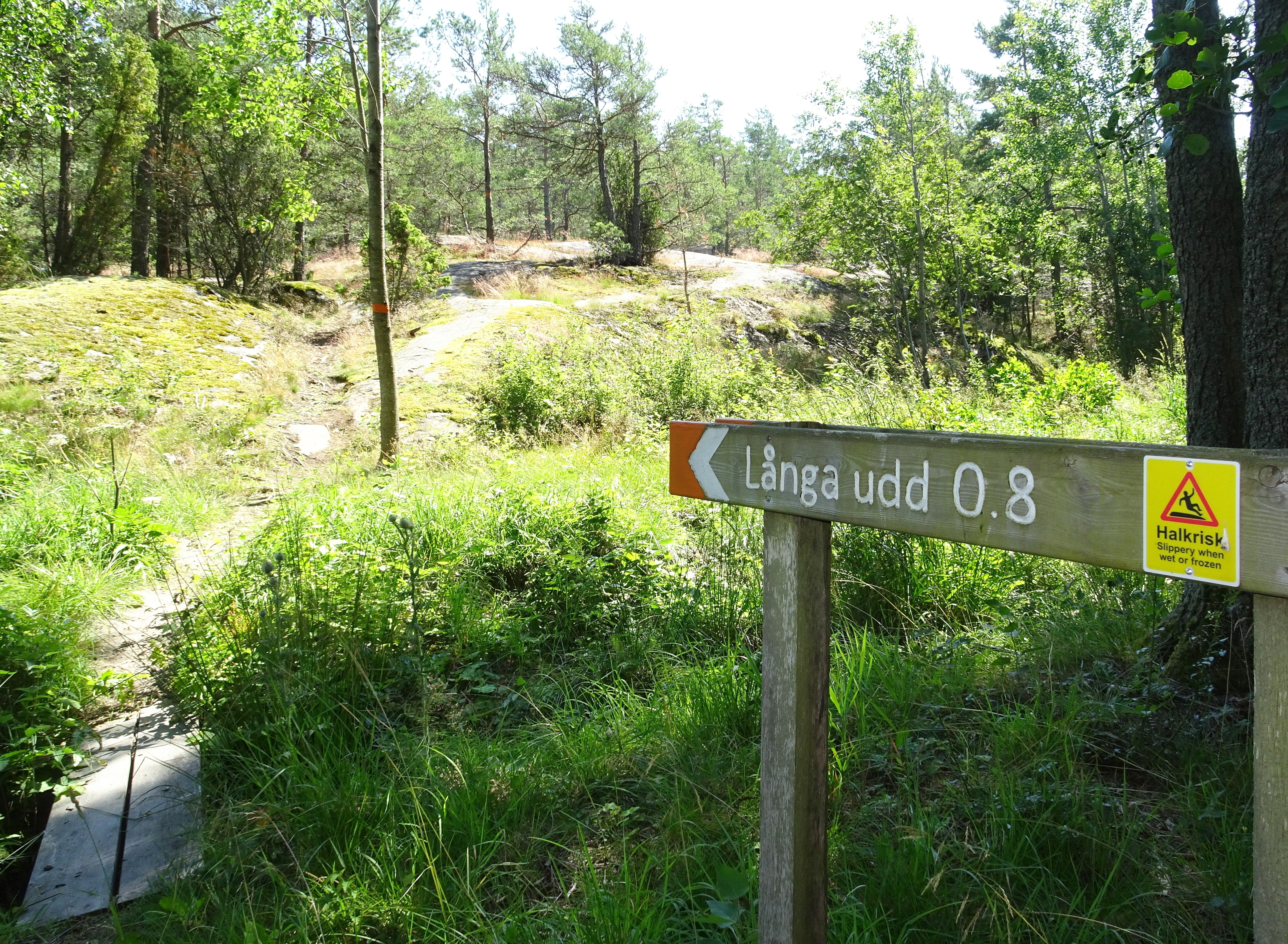
Vandringsled till Långa udd
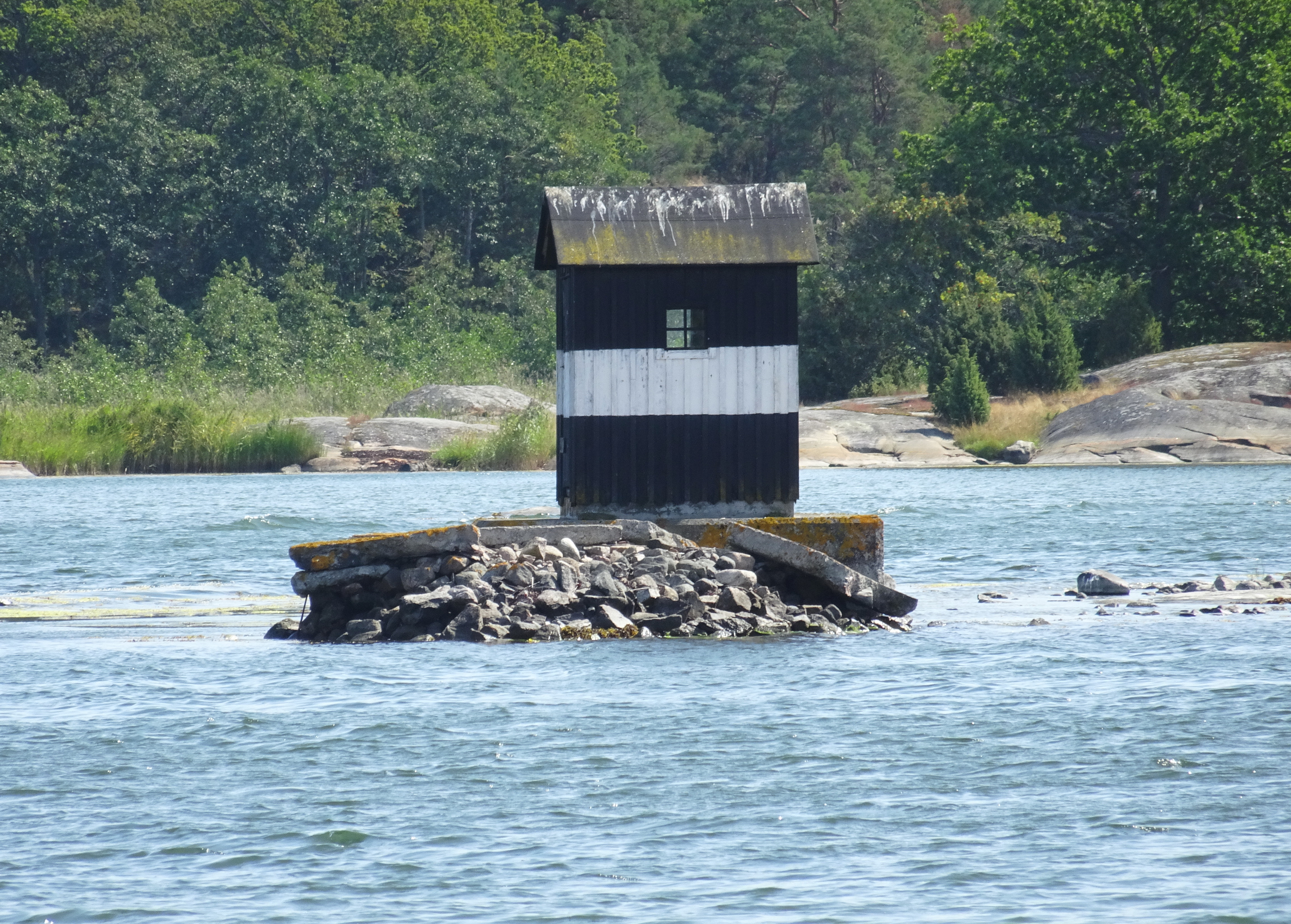
Fotogenhuset
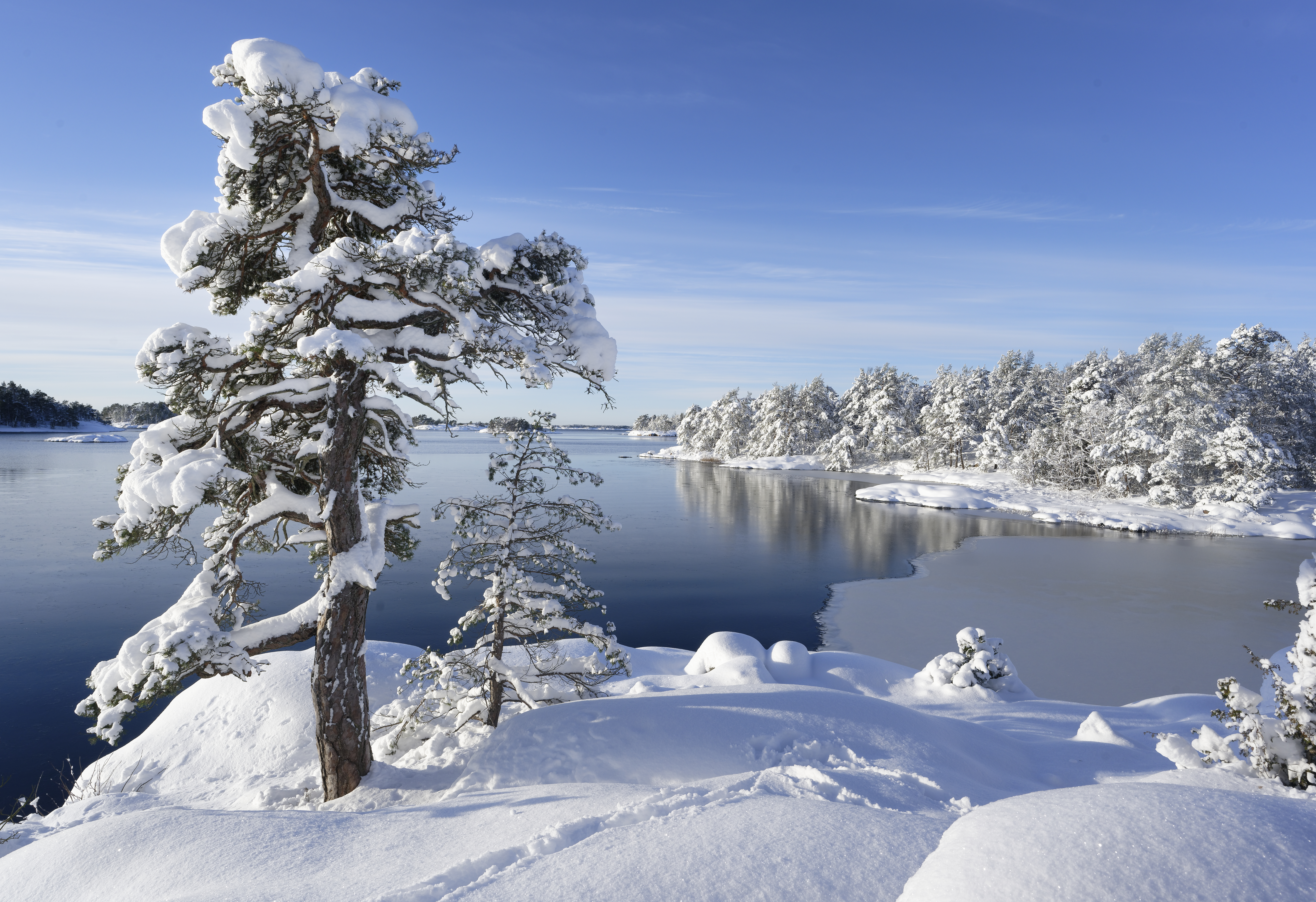
3 dm nysnö kom natten till den 30/1 2021

Besökscentret Naturum
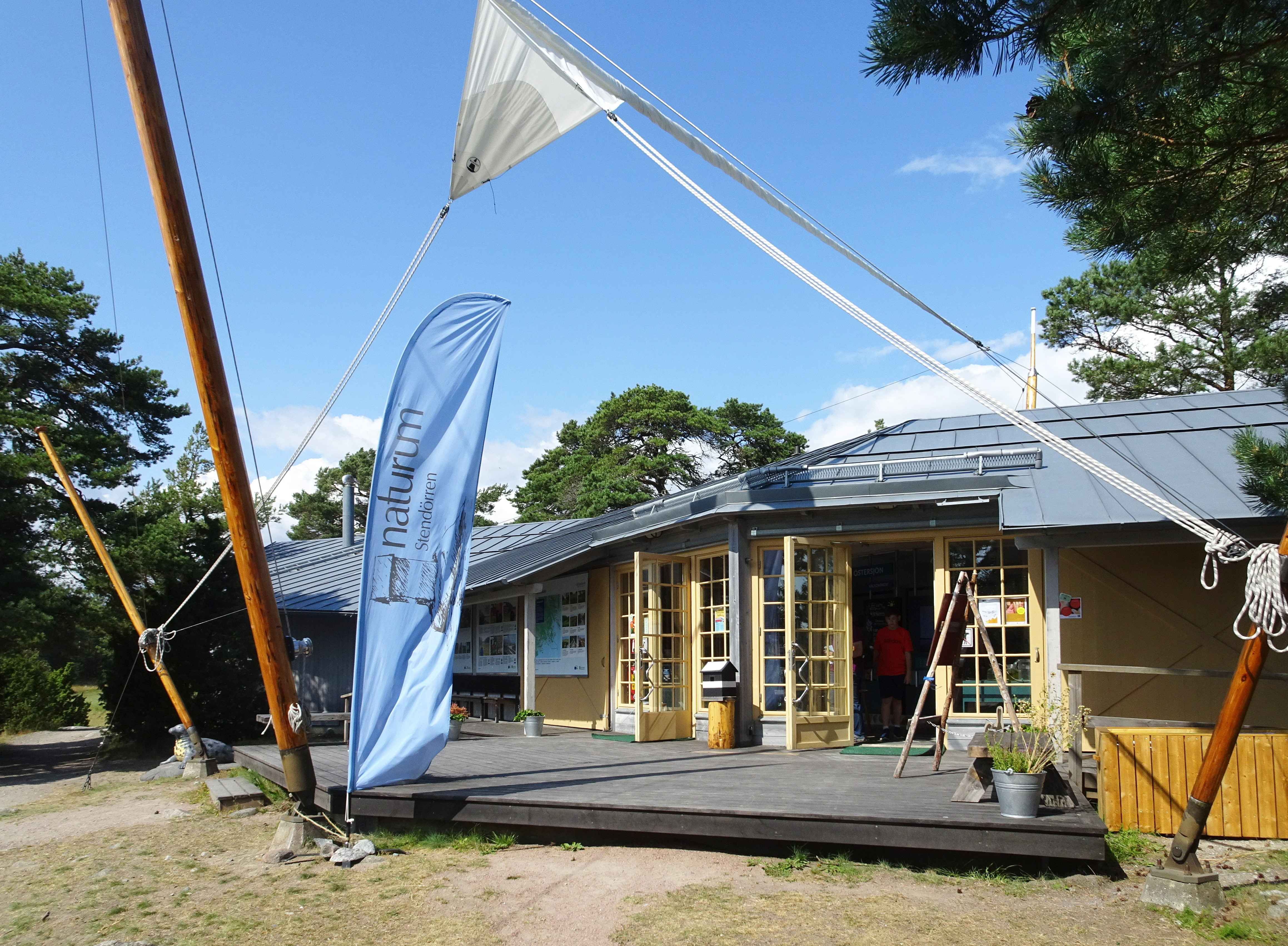
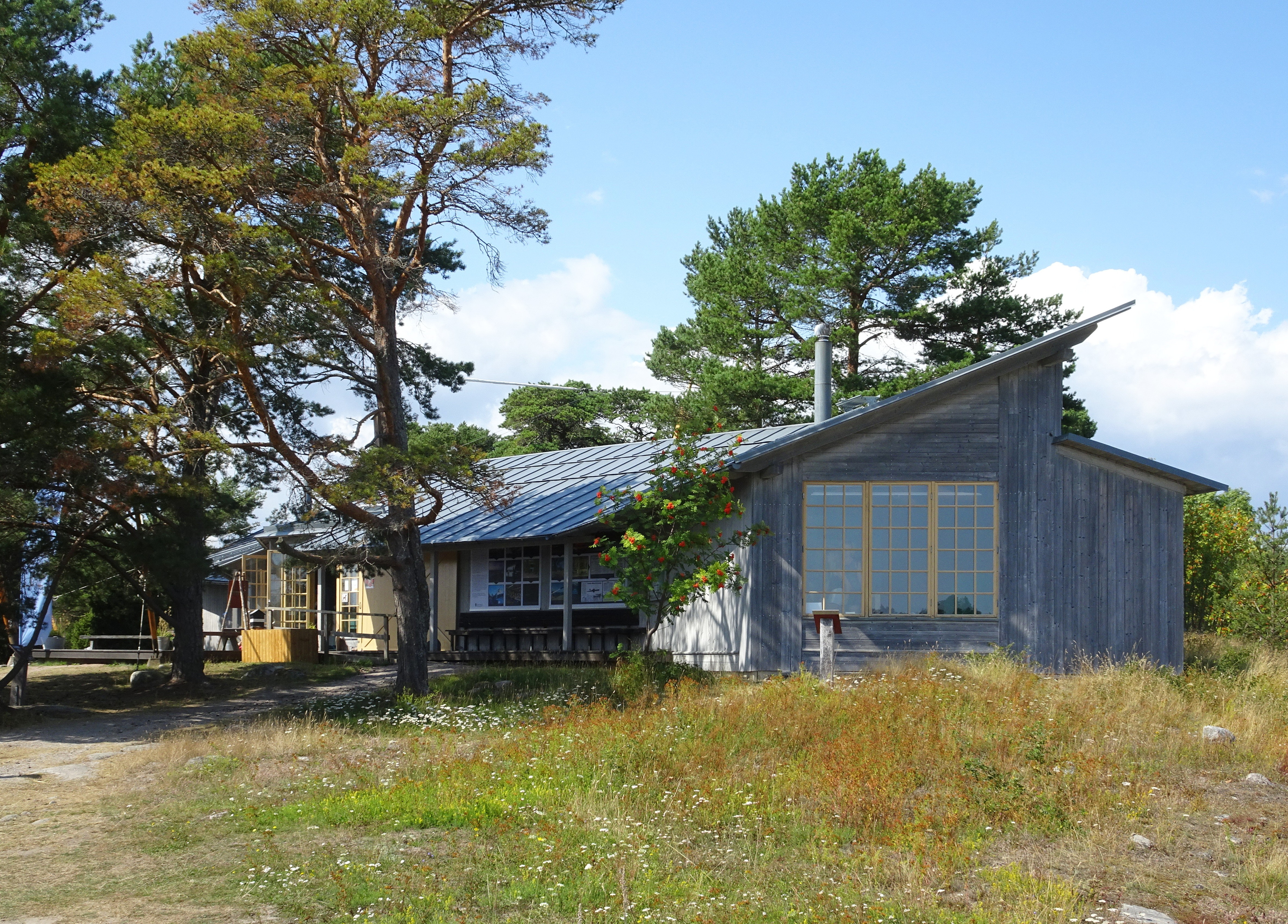
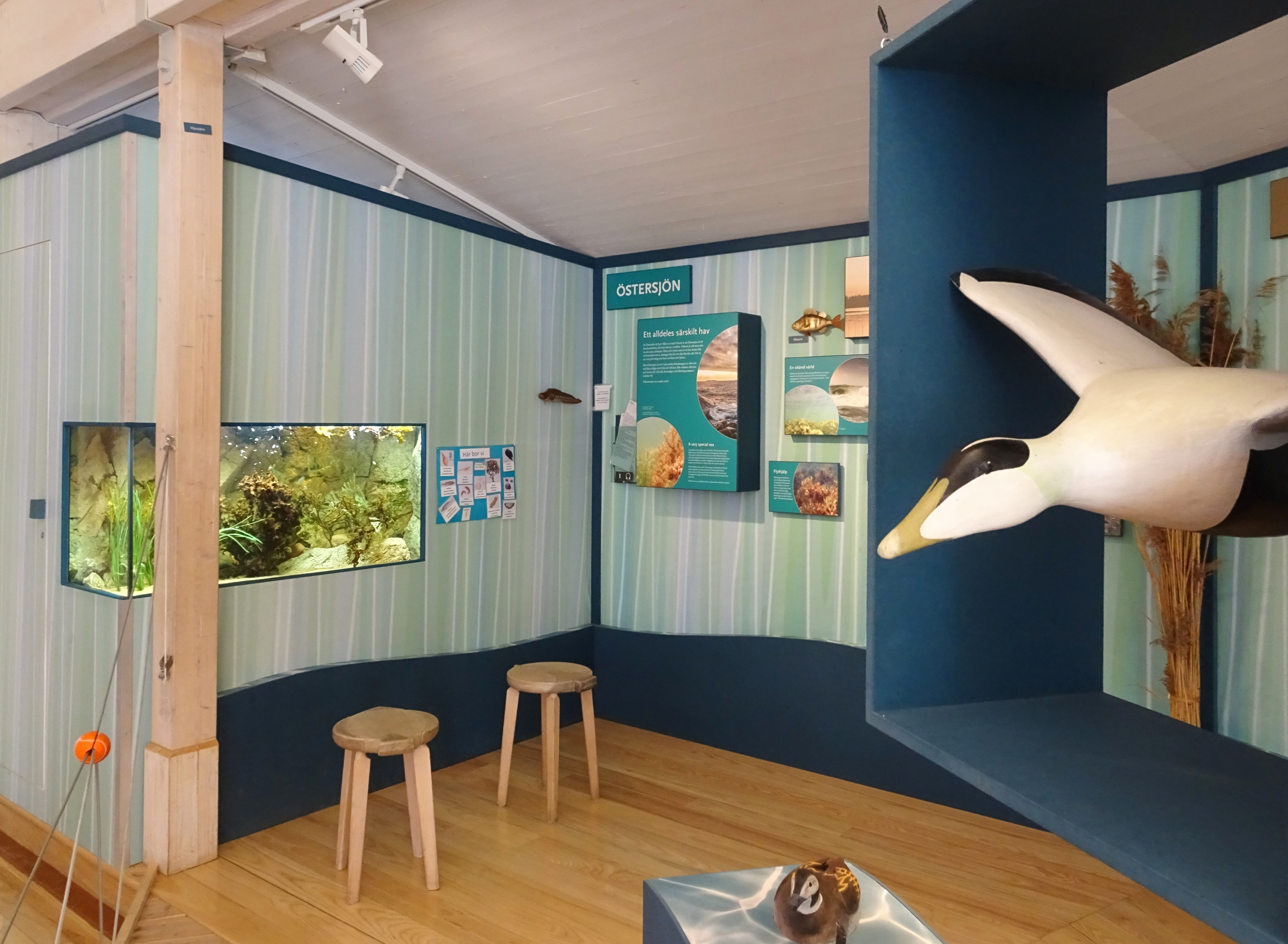
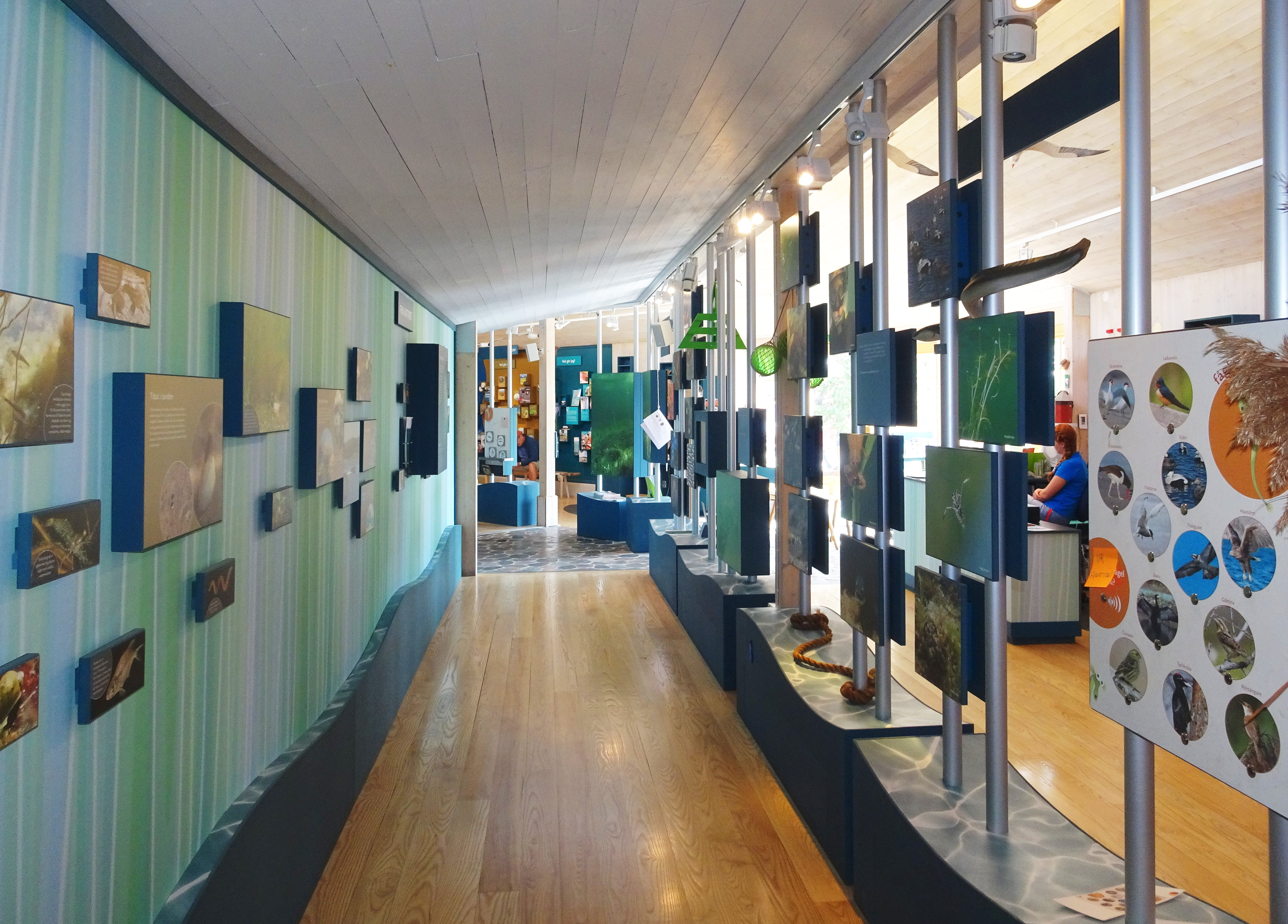
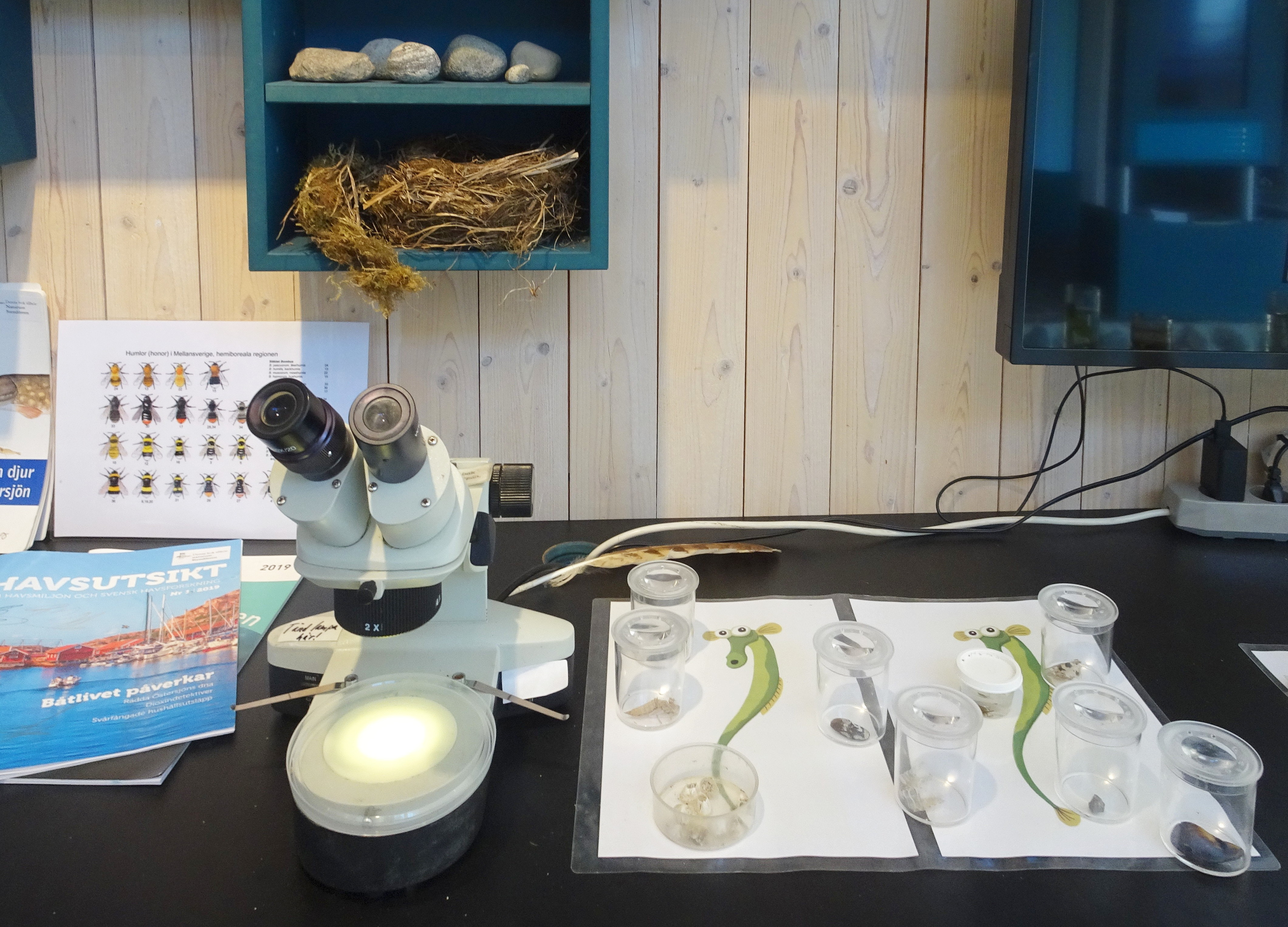

## Webbkällor
- Länsstyrelsen i Södermanlands län om Stendörrens naturreservat